# Alfred Milner
Alfred Milner (Gießen, 23 de março de 1854 – Cantuária, 13 de maio de 1925) foi um estadista britânico e administrador colonial do Império Britânico. De dezembro de 1916 a novembro de 1918, ele foi um dos membros mais importantes do gabinete de guerra do primeiro-ministro David Lloyd George.